# Jiroft (città)
Jīroft (farsi جیرفت), in passato chiamata anche Sabzevaran, è il capoluogo dello shahrestān di Jiroft, circoscrizione Centrale, nella provincia di Kerman. Aveva, nel 2006, una popolazione di 95.031 abitanti.
Si trova in una vasta pianura a sud dei monti Barez sulle rive del fiume Halil; è molto calda d'estate: nell'agosto del 1933 raggiunse la temperatura record di 57 °C.
A est della città si trova il castello di Samooran, la cui struttura risale all'era pre-islamica.